# L'Enfant brûlé
L'Enfant brûlé (Bränt barn en suédois) est un roman de l'écrivain Stig Dagerman (1923-1954), publié en 1948.

## Résumé
Le livre commence d'une manière très dure, très froide : « On enterre une femme à deux heures ».
Alors que Bengt, 20 ans, vient de perdre sa mère, il s'aperçoit très vite que son père fréquente une autre femme, Gun, qu'il hait tout d'abord, et dont il finit par tomber amoureux.

Préface :
Estimant que tout se tient, Flaubert affirmait que ce qui tourmente la vie de l’écrivain, tourmente aussi son style. À l’inverse, on pourrait dire qu’au terme d’un ouvrage, voire d’une page où l’écrivain a tiré au clair le plus obscur de lui-même, ce qui tourmente son style finit par tourmenter sa vie. Et là encore on s’appuierait sur l’ermite de Croisset puisque, pour celui-ci, donner une issue dans l’art à ce qui nous oppresse dans la vie ne signifie nullement que l’on s’en débarrasse, au contraire, car les écumes du cœur ne se répandent pas sur le papier. On n’y verse que de l’encre. Et à peine sortie de notre bouche, la tristesse criée nous rentre à l’âme par les oreilles et plus ronflante, plus profonde. On n’y gagne rien. De sorte que tout ce que l’écrivain dévoile de lui-même et fixe en le mettant noir sur blanc -- alors que le mouvement des jours, le temps qui passe aurait des chances de l’en distraire reléguant ses fantômes à l’oubli -- prend une consistance, un poids irréfutable, qu’il ne peut plus esquisser. Il est obligé de vivre avec, et plus grande sera sa lucidité, plus elle lui sera terrible ; plus sera inquiétant ce qu’il arrachera à l’ombre, et plus il mettra son existence en péril. Car le danger que provoque l’exercice obstiné de l’esprit est de conférer aux idées un empire qu’elles n’ont pas par elles-mêmes : le pouvoir sur le corps, celui de faire souffrir, de tisser des liaisons cachées et proliférantes entre les causes mentales et l’organisme, au point d’arriver a soumettre celui-ci a la minutie meurtrière de la raison, laquelle a des raisons que le corps n’estime pas toujours, mais auxquelles il lui arrive de succomber. L’étrange destin du suédois Stig Dagerman, sa brève trajectoire illustre avec une fulgurante concision cette hypothèse."
extrait de la préface d'Hector Bianciotti.

## Personnages

### Bengt
C'est le personnage principal du roman. Torturé, jaloux, violent, et en même temps très fragile. Jeune adulte à la psychologie complexe, il éprouve envers tous les personnages du roman (Knut, Gun, Berit, mais aussi sa mère, Alma) un mélange d'amour et de mépris.

### Knut
Le père de Bengt, dont on ne sait que peu de choses, si ce n'est qu'il est ébéniste. Homme au revenu très modeste, obsédé par le respect des convenances, avec un penchant certain pour la boisson.

### Gun
Amante de Knut mais aussi de Bengt, dès le deuxième tiers du roman. D'elle aussi, nous ne savons que peu de choses, si ce n'est qu'elle travaille dans un cinéma, la Lanterne.

### Bérit
Fiancée de Bengt, que ce dernier n'hésite pas à torturer moralement et physiquement au gré de ses humeurs, via des pincements, des remarques acerbes ou de méchantes réflexions. Elle est totalement soumise à n'importe qui, sans aucune personnalité.

### Alma
La mère, défunte, de Bengt. Ce dernier, envahi par la tristesse au début du roman, deviendra toutefois plus cruel envers son souvenir, au fur et à mesure qu'il prendra de la distance avec celui-ci.

### Les tantes
Personnages secondaires qui n'apparaissent qu'en de rares occasions. Bengt fait une distinction entre la tante "gentille" (parce qu'elle pleure pendant l'enterrement) et l'autre, tandis que son père qualifie respectivement ses sœurs de "laide" et "jolie".
On se rend cependant très vite compte que ces deux tantes sont habitées par le désir de récupérer les affaires d'Alma. Même la tante gentille, qui ne pleurait que par respect des convenances.

## Adaptation cinématographique
- 1967 : Bränt barn, film suédois réalisé par Hans Abramson, adaptation du roman éponyme de Stig Dagerman, avec Birgitte Bruel, Bente Dessau, Hans Ernback